# 11239 Маркграф
11239 Маркграф (11239 Marcgraf) — астероїд головного поясу, відкритий 24 вересня 1960 року.
Тіссеранів параметр щодо Юпітера — 3,422.